# 西分町
西分町（にしわけちょう）とは、東京都青梅市にある地名。現行行政地名は西分町一丁目から西分町三丁目。郵便番号は198-0044。

## 概要
市域中央部に位置し、街道沿いに住宅や店舗が建ち並ぶ。かつては西分（にしぶん）と呼ばれていた。

## 歴史
- 1889年(明治22年) - 青梅町・勝沼村・日向和田村と合併し、神奈川県西多摩郡青梅町が発足（青梅市の青梅地区の範囲）。
- 1893年（明治26年）4月1日 - 東京府へ移管。
- 1943年（昭和18年）7月1日 - 東京都制施行。
- 1951年（昭和26年）4月1日 - 霞村、調布村との合併により青梅市が発足。同日青梅町廃止。大字西分は青梅地区の一部となる。
- 1964年（昭和39年）11月 - 「東青梅地区区画整理事業」に伴い、西分の一部を東青梅に編成[6]。
- 1971年（昭和46年）7月 - 西分を西分町に改め、区画再編により丁目が付される[7]。

## 世帯数と人口
2021年（令和3年）3月1日現在の世帯数と人口は以下の通りである。
| 町丁         | 世帯数  | 人口  |
| ------------ | ------- | ----- |
| 西分町一丁目 | 149世帯 | 285人 |
| 西分町二丁目 | 104世帯 | 169人 |
| 西分町三丁目 | 133世帯 | 329人 |
| 計           | 386世帯 | 783人 |

## 小・中学校の学区
市立小・中学校に通う場合、学区は以下の通りとなる。
| 町名 | 小学校             | 中学校             |
| ---- | ------------------ | ------------------ |
| 全域 | 青梅市立第一小学校 | 青梅市立第一中学校 |

## 公共機関

### 消防
- 東京消防庁青梅消防署（青梅市師岡町）
  - 第一分団（青梅地区）[9]

### 公園
- 西分町3丁目児童遊園

## 学校教育

### 高等学校
- 東京都立青梅総合高等学校

## 交通
- 東京都道28号青梅飯能線（旧青梅街道）

都営バスのバス路線があり、JR青梅線・青梅駅・東青梅駅・河辺駅や西武拝島線・東大和市駅、西武新宿線・小平駅・花小金井駅へのアクセスも容易である。

## 社寺

### 神社
- 西分神社 - 「にしぶんじんじゃ」と言う[10]。

### 寺院
- 宗徳寺

## 文化財
- 宇津木家住宅